# Ein starkes Team: Tod und Liebe
Tod und Liebe ist ein deutscher Fernsehfilm von Martin Kinkel aus dem Jahr 2017.  Es handelt sich um die 69. Folge der Krimiserie Ein starkes Team mit Florian Martens und Stefanie Stappenbeck in den Hauptrollen. Es ist der fünfte Einsatz von Linett Wachow an der Seite von Otto Garber.

## Handlung
In einem Stadtpark wird der Autohändler Winfried Born tot aufgefunden. Durch einen Zeugen wird bestätigt, dass es sich um einen Selbstmord handelte und kein Fremdverschulden vorlag. Der Fall kommt ins Rollen, als die Baulöwin Gabriele Wunder erschossen in ihrer eigenen Villa aufgefunden wird. Bei der Tatwaffe handelt es sich um dieselbe Waffe wie beim Selbstmord von Born, einer Makarow aus DDR-Zeiten, die damals nur von der Stasi als Dienstwaffe verwendet wurde. Für das „starke Team“ sieht es zunächst nach einem Raubmord aus, doch schon bald
stellt sich die Frage, ob Born mit der Tötung von Wunder beauftragt wurde und der Auftraggeber vielleicht ihr eigener Mann ist. Dieser hat sich vor einigen Monaten von seiner Frau getrennt und offensichtlich befindet sich nun ein wertvolles Bild in seinem Besitz, das vor zwei Tagen noch in der Villa seiner Frau auf dem Kamin stand. Für die Ermittler ist dies ein starkes Tatmotiv. Als Lars Wunder verhört wird, gibt er zu, das Bild zwar genommen, mit dem Mord an seiner Frau allerdings nichts zu tun zu haben.
Das Team ermittelt weiter im Umfeld der Baulöwin und stößt dabei auf eine Gruppe von Hausbesetzern, die sich aus ihrer WG nicht vertreiben lassen wollen. Dort spricht man von Stasimethoden, mit denen die Frau immer wieder versucht hat, das Haus räumen zu lassen, um es umbauen zu können. Durch diese Bemerkung findet das „starke Team“ tatsächlich eine direkte Verbindung zwischen Born und Wunder. Während Born als Offizier bei der Stasi arbeitete, war Gabriele Wunder als Major seine Vorgesetzte. Wenig später finden Linett Wachow und Otto Garber heraus, dass Winfried Born doch nicht ganz freiwillig seinem Leben ein Ende gesetzt hat. Irgendjemand hat akribisch alles so inszeniert, dass die Polizei Born für den Täter halten sollte. Über die damalige Sekretärin von Wunder erfahren die Ermittler vom sogenannten „Drachentod“, mit dem sich die Abteilung der Stasi befasst hatte. Dabei ging es um psychische Manipulation, die Menschen am Ende in den Selbstmord trieb: Eine letzte „gute Tat“, um die Seinen zu retten.
Nach längerer Bearbeitung kann die KTU auf einer der Patronen einen Teil-Fingerabdruck rekonstruieren, der zu Privatdetektiv Tim Hendriks führt. Der Mann gibt an, Frau Wunder eine Waffe besorgt zu haben, weil sie sich angeblich bedroht fühlte. Da er für die Zeit des Mordes an Gabriele Wunder ein Alibi hat, wird er zunächst nicht zu den Tatverdächtigen gezählt. Das ändert sich aber, als dieses Alibi platzt. „Das Team“ hält Hendriks für einen externen „Mitarbeiter“ von Wunders Stasi-Abteilung, der seinerzeit in Westberlin die von der Stasi gesuchten Leute ausfindig machte und sie dann durch einen inszenierten Selbstmord oder Unfall eliminierte. Da Hendriks zu der damaligen Zeit noch sehr jung war, könnte es auch einen zweiten Mann geben, mit dem er zusammenarbeitete. Bei der Suche nach Hendriks kommen sie jedoch zu spät, denn er stürzt inzwischen betrunken von einem Hochhaus. Da Garber und Wachow bereits in der Nähe waren, können sie auf dem Hochhaus noch einen Verdächtigen stellen. Dabei handelt es sich um  den Taxiunternehmer Martin Gast, doch ihm kann absolut nichts nachgewiesen werden. Alle Indizien sind professionell vorbereitet oder bereits vernichtet worden.
Während die Ermittler akribisch neue Beweise gegen Martin Gast zusammentragen, stoßen sie auf die Pfandleiherin Sabine Althammer. Sie gibt an, dass Gast bei ihr Stammkunde ist, denn seit dessen Frau an Krebs erkrankt ist, braucht er immer wieder Geld, das er sich über den Verkauf einzelner Stücke seiner Uhrensammlung beschafft. Dabei erkannte sie ihn als einen Stasimörder, weil eine dieser Uhren einst ihrem Mann gehört hatte. Dieser war unter dem Einfluss dieser Organisation zu Tode gekommen, was Sabine Althammer bis heute nicht verzeihen kann. Daher setzte sie Gast unter Druck und drohte, der Öffentlichkeit und damit auch seiner Frau die Wahrheit über ihn ans Licht zu bringen. Dies könne er nur verhindern, wenn er die Schuldigen von damals richten würde. Sozusagen: Ratte tötet Ratten, denn alle hätten sie, ihrer Ansicht nach, den Tod verdient. Da der Rachefeldzug noch nicht vorüber ist, erfahren die Ermittler, dass auch noch die Sekretärin der Abteilung auf der „Liste“ steht. Um sie zu retten, begeben sich die Kommissare sofort zu ihr und können Gast rechtzeitig zum Rückzug zwingen. Dieser wähnt sich nun endgültig ertappt, flüchtet zu seiner Frau und verabreicht ihr ein tödliches Medikament. Als die Polizei eintrifft, ist die Frau bereits tot, und Gast provoziert einen Suicide by cop.

## Hintergrund
Tod und Liebe wurde in Berlin gedreht und am 11. Februar 2017 um 20:15 Uhr im ZDF erstausgestrahlt.
Sputnik, dessen Rolle als Geschäftsmann in der Serie als ein Running Gag angelegt ist, eröffnet in dieser Folge ein Nagelstudio. Wegen eines Unfalls befindet er sich allerdings im Krankenhaus.

## Rezeption

### Einschaltquoten
Die Erstausstrahlung am 11. Februar 2017 erreichte 7,09 Mio. Zuschauer, was einem Marktanteil von 21,6 % entspricht. Im Gegensatz zur Vorgängerfolge Vergiftet musste man Verluste hinnehmen, was auch beim jungen Publikum zutraf: Mit 1,39 Millionen und einem Marktanteil von 13,4 % wurde trotzdem ein gutes Ergebnis erreicht.

### Kritiken
Tilmann P. Gangloff meinte auf tittelbach.tv zu dieser Folge: „Schon der Auftakt verdeutlicht, dass ‚Liebe und Tod‘ kein Gebrauchsreihen-Krimi wie viele andere ist. […] Der Fall scheint schnell relativ klar zu sein, aber dann verblüfft der Film mit einer völlig unerwarteten Wendung und erzählt eine völlig neue Geschichte. Ein starker Auftritt des „Starken Teams“ (ZDF), gar nicht mal auffällig inszeniert, aber immer spannend und mit vielen Überraschungen.“
Bei der FAZ schrieb Oliver Jungen: „Dass der Film […] nicht die Reiseflughöhe besserer Krimis erreicht, liegt vor allem daran, dass die an sich interessante Story gar nicht zu sich finden darf, sondern in den von öden Konventionen bestimmten Erzählrahmen gepresst wurde. Ohne rechte Ambition fasst ständig jemand auf dem Revier den Ermittlungsstand zusammen oder doziert über die dämonische Stasi: Meister der Manipulation.“